# Municipio de Walnut (condado de Appanoose)
El municipio de Walnut (en inglés: Walnut Township) es uno de los diecisiete municipios ubicados en el condado de Appanoose en el estado estadounidense de Iowa. En el año 2000 el municipio tenía una población de 1043 habitantes y una densidad poblacional de 14,6 personas por km². El territorio del municipio incluye dos ciudades, Mystic y Rathbun.

## Geografía
El municipio de Walnut se encuentra ubicado en las coordenadas 40°48′20″N 92°55′51″O / 40.80556, -92.93083.